# Frederick Lanchester

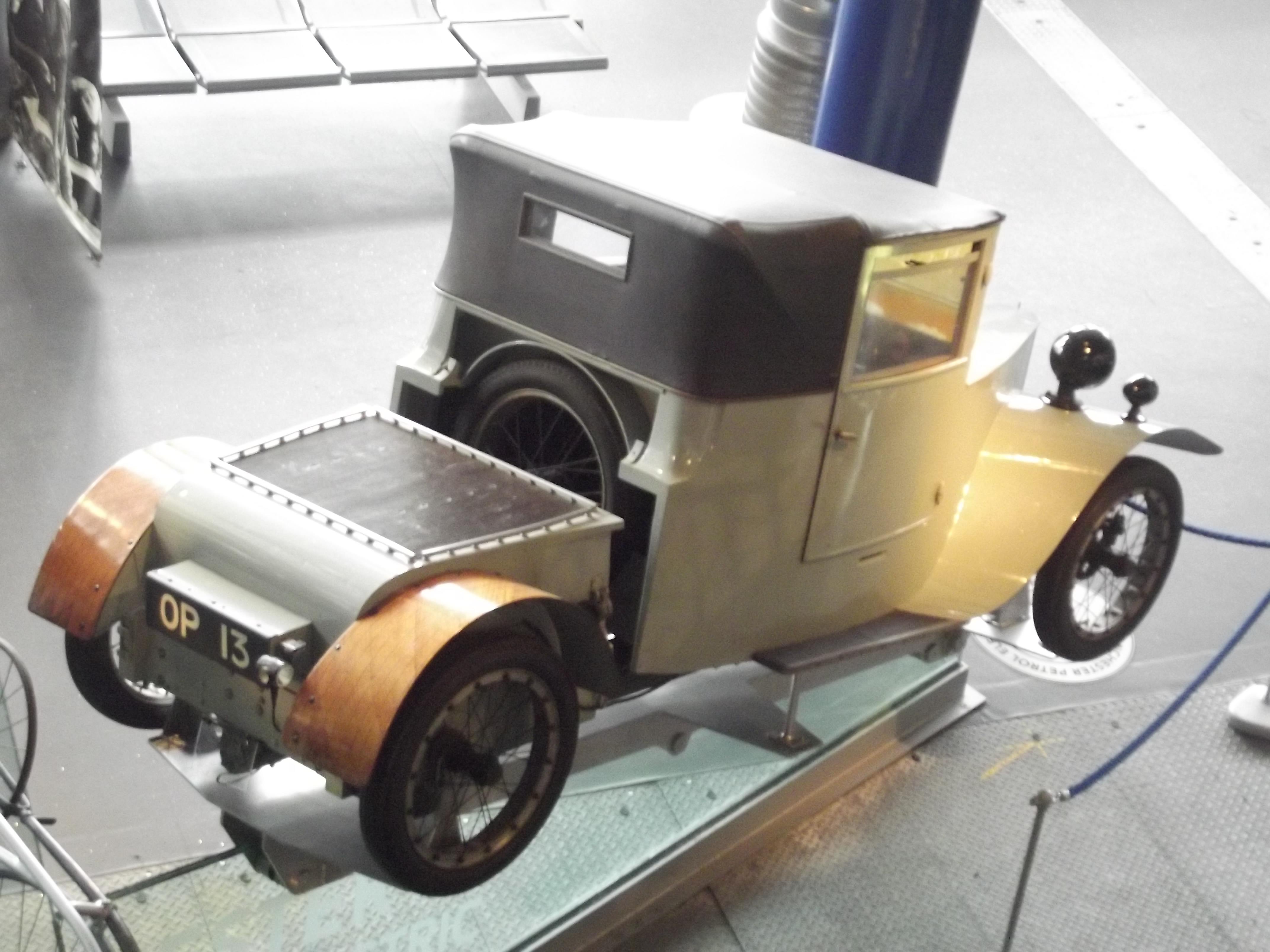
F W Lanchester's Petrol electric car 1927
Thinktank Birmingham Science Museum

Frederick William Lanchester, Hon FRAeS FRS (South London, 23 de outubro de 1868 – Birmingham, 8 de março de 1946) foi um engenheiro e polímata inglês. Contribuiu de forma fundamental para a engenharia automotiva e aerodinâmica, e foi co-inventor do tópico pesquisa operacional.
Foi um pioneiro da construção de motores automotivos britânico, fundador da Lanchester Motor Company, considerado um dos três grandes engenheiros de automóveis, sendo os outros Harry Ricardo e Henry Royce.

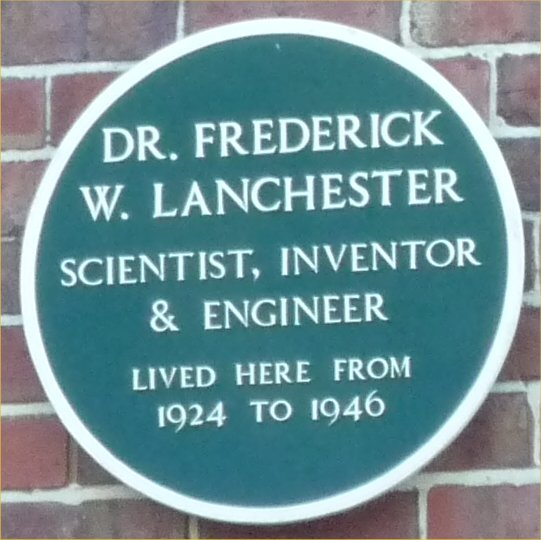
Green plaque Moseley, Birmingham
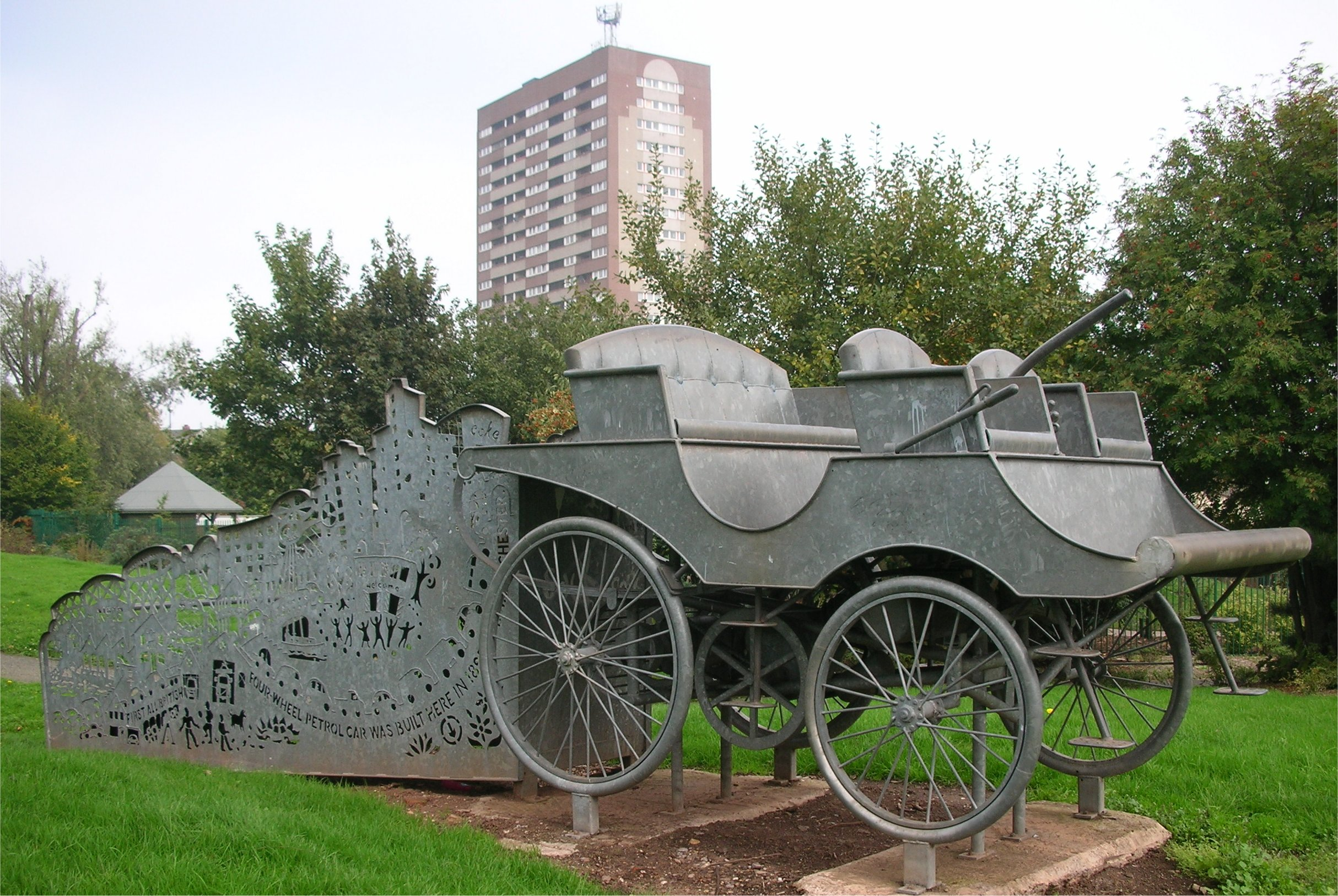
Sculpture by Tim Tolkien

## Leis de Lanchester
Lanchester tinha particular interesse em prever o resultado de batalhas aéreas. Em 1914, antes do início da I Guerra Mundial, publicou suas ideias sobre guerras aéreas em uma série de artigos na revista Engineering. Posteriormente, em 1916, esses artigos foram publicados na forma de livro, na obra intitulada Aircraft in Warfare: the Dawn of the Fourth Arm (Lanchester 1916), a qual apresentava uma série de equações diferenciais hoje conhecidas como Leis de Lanchester. Essas leis descreviam como duas forças iriam se enfrentar em combate, demonstrando como a característica das armas modernas de operarem em longas distâncias alteravam a natureza de um combate - no passado, se um exército dobrasse de tamanho, o mesmo acontecia com sua força; nos combates modernos, entretanto, um exército duas vezes maior implicaria que sua força aumentaria quadraticamente, ou seja, seria quatro vezes maior.
As Leis de Lanchester foram originalmente aplicadas de forma prática nos Estados Unidos, a fim de estudar logística militar, dentro da nova área de estudos chamada Pesquisa Operacional. Além disso, também têm sido utilizadas em trabalhos de pesquisa na modelagem de batalhas históricas.